# Le Falgoux
Le Falgoux est une commune française, située dans le département du Cantal en région Auvergne-Rhône-Alpes.

## Géographie
La commune est située dans le Massif central, dans les monts du Cantal, près du puy Mary, dans la vallée du Mars. Elle est arrosée par le Mars.

### Communes limitrophes
Les communes limitrophes sont Cheylade, Le Claux, Collandres, Le Fau, Mandailles-Saint-Julien, Saint-Bonnet-de-Salers, Saint-Paul-de-Salers, Saint-Projet-de-Salers et Le Vaulmier.
| Le Vaulmier                                  | Collandres             | Cheylade                |
| Saint-Bonnet-de-Salers, Saint-Paul-de-Salers | Falgoux                | Le Claux                |
| Le Fau                                       | Saint-Projet-de-Salers | Mandailles-Saint-Julien |

### Climat
Pour des articles plus généraux, voir Climat d'Auvergne-Rhône-Alpes et Climat du Cantal.
En 2010, le climat de la commune est de type climat de montagne, selon une étude du CNRS s'appuyant sur une série de données couvrant la période 1971-2000. En 2020, Météo-France publie une typologie des climats de la France métropolitaine dans laquelle la commune est exposée à un climat de montagne ou de marges de montagne et est dans la région climatique  Ouest et nord-ouest du Massif Central, caractérisée par une pluviométrie annuelle de 900 à 1 500 mm, maximale en automne et en hiver. 
Pour la période 1971-2000, la température annuelle moyenne est de 8,6 °C, avec une amplitude thermique annuelle de 15,1 °C. Le cumul annuel moyen de précipitations est de 1 845 mm, avec 13,3 jours de précipitations en janvier et 8,9 jours en juillet. Pour la période 1991-2020, la température moyenne annuelle observée sur la station météorologique de Météo-France la plus proche, sur la commune du Claux à 7 km à vol d'oiseau, est de 8,4 °C et le cumul annuel moyen de précipitations est de 1 515,7 mm,. Pour l'avenir, les paramètres climatiques de la commune estimés pour 2050 selon différents scénarios d'émission de gaz à effet de serre sont consultables sur un site dédié publié par Météo-France en novembre 2022.

## Urbanisme

### Typologie
Au 1er janvier 2024, Le Falgoux est catégorisée commune rurale à habitat très dispersé, selon la nouvelle grille communale de densité à 7 niveaux définie par l'Insee en 2022.
Elle est située hors unité urbaine et hors attraction des villes,.

### Occupation des sols
L'occupation des sols de la commune, telle qu'elle ressort de la base de données européenne d’occupation biophysique des sols Corine Land Cover (CLC), est marquée par l'importance des forêts et milieux semi-naturels (75,2 % en 2018), en diminution par rapport à 1990 (77,4 %). La répartition détaillée en 2018 est la suivante : 
forêts (45,1 %), milieux à végétation arbustive et/ou herbacée (29,4 %), prairies (23,8 %), zones urbanisées (1,1 %), espaces ouverts, sans ou avec peu de végétation (0,6 %). L'évolution de l’occupation des sols de la commune et de ses infrastructures peut être observée sur les différentes représentations cartographiques du territoire : la carte de Cassini (XVIIIe siècle), la carte d'état-major (1820-1866) et les cartes ou photos aériennes de l'IGN pour la période actuelle (1950 à aujourd'hui).

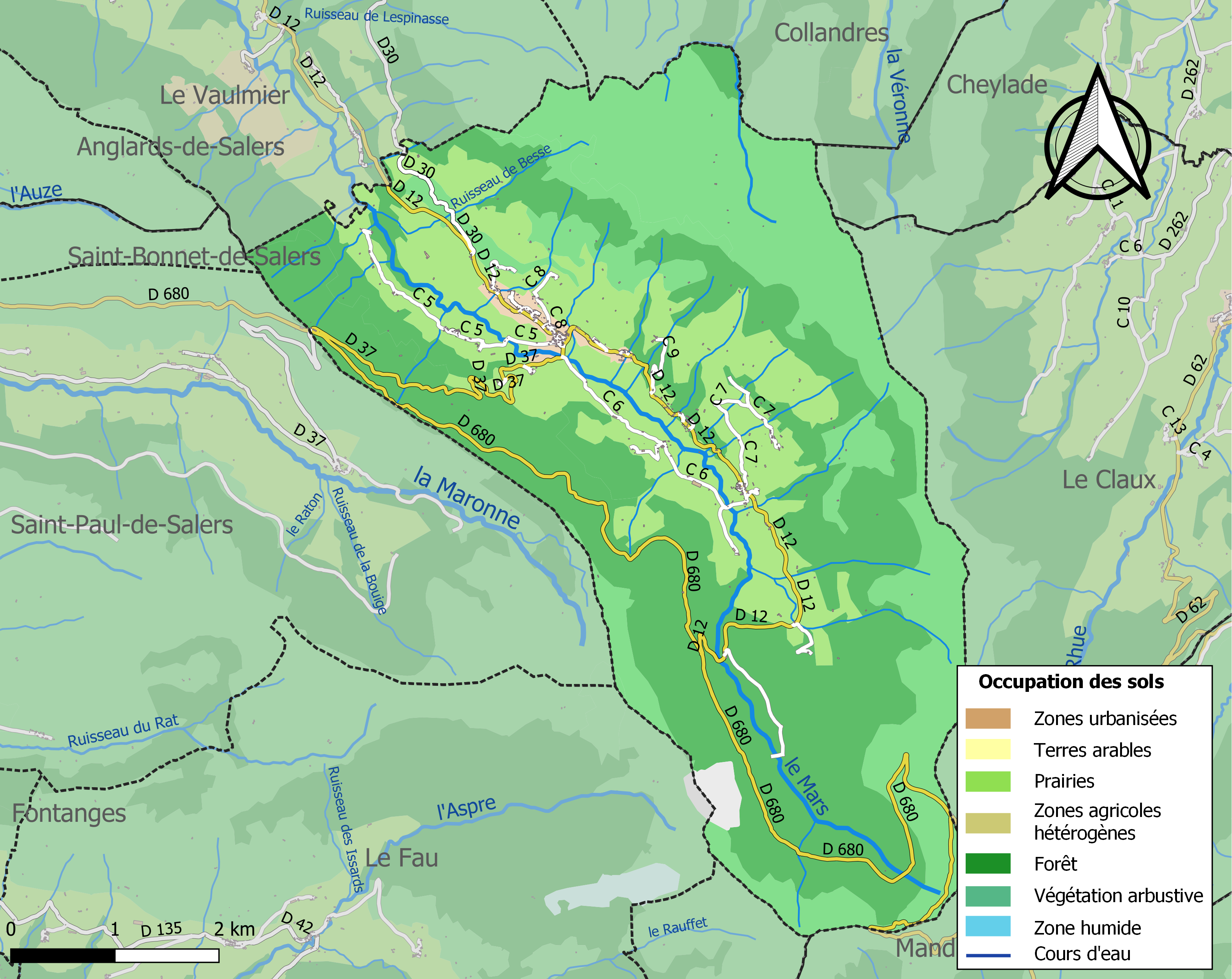
Carte des infrastructures et de l'occupation des sols de la commune en 2018 (CLC).

### Habitat et logement
En 2018, le nombre total de logements dans la commune était de 234, alors qu'il était de 230 en 2013 et de 223 en 2008.
Parmi ces logements, 28,2 % étaient des résidences principales, 68,4 % des résidences secondaires et 3,4 % des logements vacants. Ces logements étaient pour 94 % d'entre eux des maisons individuelles et pour 5,1 % des appartements.
Le tableau ci-dessous présente la typologie des logements au Le Falgoux en 2018 en comparaison avec celle du Cantal et de la France entière. Une caractéristique marquante du parc de logements est ainsi une proportion de résidences secondaires et logements occasionnels (68,4 %) supérieure à celle du département (20,4 %) et à celle de la France entière (9,7 %). Concernant le statut d'occupation de ces logements, 89,4 % des habitants de la commune sont propriétaires de leur logement (85,5 % en 2013), contre 70,4 % pour du Cantal et 57,5 pour la France entière.
| Typologie                                               | Le Falgoux | Cantal | France entière |
| ------------------------------------------------------- | ---------- | ------ | -------------- |
| Résidences principales (en %)                           | 28,2       | 67,7   | 82,1           |
| Résidences secondaires et logements occasionnels (en %) | 68,4       | 20,4   | 9,7            |
| Logements vacants (en %)                                | 3,4        | 11,9   | 8,2            |

## Toponymie
En auvergnat, l'ancienne langue régionale parlée à l'époque moderne, son nom se prononçait « Lou Falgou ». Le nom s'écrit de cette manière en écriture auvergnate unifiée mais s'écrit Lo Falgós en graphie classique.

## Politique et administration
| Période                                  | Période                        | Identité                | Étiquette | Qualité                                        |
| ---------------------------------------- | ------------------------------ | ----------------------- | --------- | ---------------------------------------------- |
| Les données manquantes sont à compléter. |                                |                         |           |                                                |
| 1792                                     | 1800                           | Mt Blaise Gaillard      |           |                                                |
| 1801                                     | 1815                           | M. Antoine Combart      |           |                                                |
| 1815                                     | 1819                           | M. Jean Sabatier        |           |                                                |
| 1819                                     | 1837                           | M. Antoine Borderie     |           |                                                |
| 1837                                     | 1843                           | M. Jacques Chatonnier   |           |                                                |
| 1843                                     | 1849                           | M. Antoine Rongier      |           |                                                |
| 1849                                     | 1858                           | M. Jean-Marie Hugary    |           |                                                |
| 1858                                     | 1860                           | M. Raboisson            |           |                                                |
| 1860                                     | 1863                           | M. Antoine Rongier      |           |                                                |
| 1863                                     | 1872                           | M. Jean Hugary          |           |                                                |
| 1872                                     | 1881                           | M. Jean Rongier         |           |                                                |
| 1881                                     | 1884                           | M. Antoine Chanut       |           |                                                |
| 1884                                     | 1888                           | M. François Vidal       |           |                                                |
| 1888                                     | 1893                           | M. Blaise Fontolive     |           |                                                |
| 1893                                     | 1896                           | M. Jean-Marie Borderie  |           |                                                |
| 1896                                     | 1900                           | M. Jean Borderie cadet  |           |                                                |
| 1900                                     | 1908                           | M. Émile Lavergne       |           |                                                |
| 1908                                     | 1912                           | M. Jean-Marie Borderie  |           |                                                |
| 1912                                     | 1925                           | M. Emile Baptiste Morio |           | Chevalier de la Légion d'Honneur               |
| 1925                                     | 1929                           | M. Jules Maisonneuve    |           |                                                |
| 1929                                     | 1945                           | M. René Lavergne        |           |                                                |
| 1945                                     | 1949                           | M. André Gibert         |           |                                                |
| 1949                                     | 1959                           | M. Pierre Escure        |           |                                                |
| 1959                                     | 1965                           | M. Lucien Chavaroc      |           |                                                |
| 1965                                     | 1968                           | M. Gabriel Lecorne      |           |                                                |
| 1968                                     | 1995                           | M. Jean-Claude Vizet    |           |                                                |
| 1995                                     | 2008                           | Mme Joëlle Borderie     |           |                                                |
| 2008                                     | 2014                           | Mlle Geneviève Fabre    |           |                                                |
| 2014                                     | En cours (au 15 novembre 2024) | M. Louis Chambon        | PRG       | Président de la CC du Pays de Salers (2024 → ) |

## Démographie
L'évolution du nombre d'habitants est connue à travers les recensements de la population effectués dans la commune depuis 1793. Pour les communes de moins de 10 000 habitants, une enquête de recensement portant sur toute la population est réalisée tous les cinq ans, les populations de référence des années intermédiaires étant quant à elles estimées par interpolation ou extrapolation. Pour la commune, le premier recensement exhaustif entrant dans le cadre du nouveau dispositif a été réalisé en 2008.

En 2022, la commune comptait 116 habitants, en évolution de −6,45 % par rapport à 2016 (Cantal : −1,08 %, France hors Mayotte : +2,11 %).
| 1793 | 1800 | 1806 | 1821 | 1831 | 1836 | 1841 | 1846 | 1851 |
| ---- | ---- | ---- | ---- | ---- | ---- | ---- | ---- | ---- |
| 786  | 538  | 842  | 794  | 908  | 862  | 921  | 783  | 764  |

| 1856 | 1861 | 1866 | 1872 | 1876 | 1881 | 1886 | 1891 | 1896 |
| ---- | ---- | ---- | ---- | ---- | ---- | ---- | ---- | ---- |
| 728  | 758  | 740  | 800  | 704  | 673  | 716  | 723  | 709  |

| 1901 | 1906 | 1911 | 1921 | 1926 | 1931 | 1936 | 1946 | 1954 |
| ---- | ---- | ---- | ---- | ---- | ---- | ---- | ---- | ---- |
| 724  | 727  | 708  | 695  | 683  | 671  | 646  | 559  | 544  |

| 1962 | 1968 | 1975 | 1982 | 1990 | 1999 | 2006 | 2008 | 2013 |
| ---- | ---- | ---- | ---- | ---- | ---- | ---- | ---- | ---- |
| 502  | 418  | 350  | 292  | 226  | 193  | 160  | 150  | 130  |

| 2018 | 2022 | - | - | - | - | - | - | - |
| ---- | ---- | - | - | - | - | - | - | - |
| 116  | 116  | - | - | - | - | - | - | - |

## Culture locale et patrimoine

### Lieux et monuments
- Le roc d'Hozières est un site d'escalade aménagé.
- La commune est entourée par le rocher de l'Aygue, le suc Gros ou le Peylat, le suc de la Blatte, le puy de la Tourte, le puy Mary et son col routier : le pas de Peyrol, la roche Taillade, le roc des Ombres et la brèche d'Enfloquet ainsi que le col de Néronne.
- Dans la commune, le cirque glaciaire du Falgoux qui permet la pratique du ski de fond et des promenades en raquettes en période hivernale dans un paysage dans un espace naturel à l'abri du vent ; les cascades du Biaguin et le roc du Merle.

- Les autres cascades de la commune sont : Coste Redonde, Les Ribios, de Nerestang, "Lou Riou del Nigre", de Coustaù, de la Combe, de la Maréthie, de la Pague, d'Impérou, de la Picadie…

- Dans l'église paroissiale Saint-Germain, une cloche de bronze est classée monument historique[18] : elle date de 1493.
- Point de départ de nombreuses randonnées vers la vallée du Mars (Le Vaulmier, Saint-Vincent-de-Salers) et le GR 400 qui traverse la commune en direction des crêtes pour atteindre le village du Claux, sur l'autre versant du puy Mary.
- Le monument aux morts du Falgoux.
- Station de ski du Falgoux (skis de fond, raquettes à neige…).

#### Lieux et monuments disparus
- La lanterne des morts qui se situait dans le cimetière autour de l’ancienne église[19] ;

- Autrefois, sur le secteur du Pont des Eaux, se trouvaient deux téléskis (de Parlange et le Ricou) avec 3 pistes pour pratiquer le ski alpin.

### Personnalités liées à la commune
- les Vizet, aïeux de Georges Bizet, sont originaires du Falgoux.
- Théodore Rousseau, peintre fondateur de l'école de Barbizon, alors âgé de 18 ans, séjourne à l'été 1830 au Falgoux  et représente les paysages de la vallée du Mars dans plusieurs tableaux.